# Карл Евгений фон Ербах-Шьонберг
Карл I Евгений фон Ербах-Шьонберг (на немски: Karl I (Carl) Eugen Graf von Erbach-Schönberg; * 10 февруари 1732, дворец Шьонберг; † 29 юли 1816, дворец Шьонберг, Оденвалд) е граф на Ербах-Шьонберг 1799 г., господар на Бройберг, имперски генерал фелдмаршал-лейтенант и императорски генерал-фелдцойгмайстер 1799 г. на служба на Хабсбургите.

## Биография
Той е деветото дете, шестият син, на граф Георг Август фон Ербах-Шьонберг (1691 – 1758) и съпругата му графиня Фердинанда Хенриета фон Щолберг-Гедерн (1699 – 1750), дъщеря на граф Лудвиг Христиан фон Щолберг-Гедерн (1652 – 1710) и втората му съпруга херцогиня Кристина фон Мекленбург-Гюстров (1663 – 1749). Сестра му Каролина Ернестина (1727 – 1796) се омъжва 1754 г. за граф Хайнрих XXIV фон Ройс-Еберсдорф (1724 – 1779) и е прабаба на Кралица Виктория.
Карл става волонтер в императорския регимент Волфенбютел, става хауптман (1753), майор (1758), обрист-лейтенант (1764), обрист (1774), генерал-майор (1783), генерал-фелд-вахтмайстер (1787), бригаден генерал-фелд-цойгмайстер и собственик на „регимент Ербах“, рицар на „Ордена Мария Терезия“ и от 1799 г. управляващ граф на Ербах-Шьонберг.
Той умира на 29 юли 1816 г. в дворец Шьонберг на 84 години и е погребан в Гронау.

## Фамилия
Карл фон Ербах-Шьонберг се жени на 1 юли 1783 г. в Чернетице, Бохемия, за графиня Мария Непомуцена Йохана Задубски фон Шонтал (* 18 ноември 1757; † 15 февруари 1787, Будвайс, Бохемия), дъщеря на рицар Фердинанд Антон Задубски фон Шонтал (1722 – 1768) и Мария Анна Мак-Енис фон Атер и Ивеагх (1723 – 1763). Тя умира на 29 години. Те имат две дъщери:
- Каролина Августа Лудовика Хенриета Амалия фон Ербах-Шьонберг (* 9 септември 1785; † 18 март 1848), омъжена на 22 октомври 1811 г. в Шьонберг за граф Август фон Щолберг-Росла (* 25 септември 1768; † 8 декември 1846)
- Мария Анна фон Ербах-Шьонберг (* 21 януари 1787; † 19 август 1825), омъжена на 19 декември 1824 г. в Шьонберг за граф Емил Кристиан фон Ербах-Шьонберг (* 2 декември 1789; † 26 май 1829)